# Mistrzostwa Ameryki Południowej w Zapasach 2019
XI Mistrzostwa rozegrano w dniach 21–24 listopada 2019 w Santiago , na terenie Centro de Entrenamiento Olímpico

## Tabela medalowa
Gospodarz zawodów został zaznaczony kolorem.
| Poz.  | Państwo   |    |    |    | Łącznie |
| ----- | --------- | -- | -- | -- | ------- |
| 1.    | Brazylia  | 10 | 14 | 8  | 32      |
| 2.    | Peru      | 7  | 4  | 1  | 12      |
| 3     | Chile     | 5  | 2  | 4  | 11      |
| 4.    | Argentyna | 1  | 2  | 3  | 6       |
| 5.    | Wenezuela | 0  | 0  | 1  | 1       |
| Razem | Razem     | 23 | 22 | 17 | 62      |

## Wyniki

### W stylu klasycznym
| Waga   | złoty                 | srebrny            | brązowy                    |
| ------ | --------------------- | ------------------ | -------------------------- |
| 60 kg  | Joao Benavides        | Samuel Mesropian   | Matias Panero              |
| 63 kg  | Pablo Palma           | Alexis Contreras   | Ivan Repetto               |
| 67 kg  | Cristóbal Torres      | Nilton Soto        | José Dávila                |
| 72 kg  | Mario Molina          | Gerardo Oliva      | Michael da Silva           |
| 77 kg  | Ângelo Moreira        | Matías Cabezas     | Adil Barros Eduardo Bernal |
| 87 kg  | Ronisson Brandão      | Adrián Ayaucán     | ----                       |
| 97 kg  | Guilherme Evangelista | Robson Kato        | ----                       |
| 130 kg | Yasmani Acosta        | Antonio dos Santos | Herval da Silva            |

### W stylu wolnym
| Waga  | złoty           | srebrny           | brązowy                     |
| ----- | --------------- | ----------------- | --------------------------- |
| 61 kg | Matias Panero   | Mauricio Lovera   | Peterson Vieira Coehlo      |
| 65 kg | Sixto Aucapiña  | Marcos Siqueira   | André Quispe                |
| 70 kg | Abel Herrera    | Vinícius da Silva | Jaemerson Silva de Oliveira |
| 74 kg | Renato da Silva | Marcus Calasans   | Juan Peralta                |
| 79 kg | Marcelo Castro  | Adil Barros       | ----                        |
| 86 kg | Pool Ambrocio   | Ailton Brito      | ----                        |
| 97 kg | Felipe Oliveira | Cássio Oliveira   | Matías Uribe                |

### W stylu wolnym kobiet
| Waga  | złoty            | srebrny          | brązowy           |
| ----- | ---------------- | ---------------- | ----------------- |
| 50 kg | Evelyn Matos     | Laura Fierro     | ----              |
| 53 kg | Thalía Mallqui   | Kamila Barbosa   | Leticia Pimenta   |
| 57 kg | Camila Fama      | Beatriz Andrade  | Dafne Palacios    |
| 59 kg | Javiera Roco     | ----             | ----              |
| 62 kg | Karoline Santana | Munique Calazans | Stefania Ceballos |
| 65 kg | Grabriela Rocha  | Meiriele Hora    | ----              |
| 68 kg | Janet Sobero     | Dailane Reis     | Brenda Aguiar     |
| 76 kg | Keila Calaça     | Diana Cruz       | Beatriz dos Reis  |